# Joshua Homme
Joshua Michael Homme (født 17. maj 1973), eller blot Josh Homme, er en amerikansk musiker fra Palm Desert, Californien. Han har været med til at grundlægge og forme en række ikoniske rockbands, herunder Queens of the Stone Age, Them Crooked Vultures, Eagles of Death Metal og Kyuss, og er en verdensberømt guitarist og sangskriver. 
Hommes efternavn er af norsk-afstamning, det kommer af den norske by Homme. Homme er kendt for aldrig at give et konkret svar på hvordan man udtaler det, men "mommy"-udtalen har været accepteret som den nogenlunde ordentlige udtale.[kilde mangler]
Josh Homme er gift med Brody Dalle, tidligere forsanger for The Distillers, og er blevet kaldt "vor tids Kurt Cobain og Courtney Love". De har tre børn sammen. Brody Dalle skulle efter sigende have fundet sammen med Josh under Big Day Out i Australien, ikke lang tid efter hun blev skilt fra sin eksmand.

## Queens of the Stone Age
Efter Kyuss brød op, startede Joshua Homme rockbandet Queens of the Stone Age (QotSA) i 1996-97, og han er den eneste som har været med i bandet siden starten. Gennem tiden har mange kendte musikere været med i QotSA eller gæsteoptrådt på forskellige numre. Det gælder blandt andet Matt Cameron (Soundgarden, Pearl Jam), Dave Grohl (Nirvana, Foo Fighters), Mike Johnson (Dinosaur Jr.), Mark Lanegan, PJ Harvey og Troy Van Leeuwen (A Perfect Circle) med flere. Josh Homme overlod i en periode, pga. dødelig sygdom, forsangerposten til Mark Lanegan som også har været on/off sanger i gruppen, og har delt lederrollen med Josh Homme.[kilde mangler]
Nogle af de første udgivelser fra QotSA mindede meget om Kyuss i sin rytmiske stil. Da Joshua Homme også i høj grad var med til at forme stoner rock-bandet Kyuss revolutionerende musikalske udtryk, synes mange også, at Queens of the Stone Age hører under genren stoner rock den dag i dag. Bandet selv er dog ikke særlig glad for det mærkat, da de ikke mener, at stoffer er det, der gør deres musik unik. Homme har flere gange udtalt sig om emnet. Han kalder selv Queens of the Stone Ages musik for robot rock.

## Musiker
Udover sine egne bands, har Homme spillet guitar i og turneret med Screaming Trees og Mark Lanegan Band. Andre bands som han perifert har været med i inkluderer: Mondo Generator, Foo Fighters, PJ Harvey, Fatso Jetson, Like Hell, Masters of Reality, The Strokes, Primal Scream, Pearl Jam, Millionaire, Wellwater Conspiracy, U.N.K.L.E., Melissa Auf der Maur, Paz Lenchantin, A Perfect Circle og Local H.[kilde mangler]
Homme har spillet guitar siden han var 9 år gammel, men kan spille flere instrumenter. Han har spillet trommer i Eagles of Death Metal, og han spiller også bas-guitar på flere QotSA-albums. Han har eksperimenteret med keyboards og elektronisk musik på enkelte udgivelser, og så spiller han indimellem klaver, bl.a. på QotSA-sangen "Vampyre of Time and Memory". Det var først med Queens of the Stone Age, at Homme begyndte at optræde som sanger.
Som del af Desert Rock scenen omkring Los Angeles, var Hommes første musikalske indtryk, hardcore punkbands såsom Black Flag, Charged GBH og Discharge. Senere hen fik han øjnene op for mere mainstream og anerkendte bands og musikere som Jimi Hendrix, Led Zeppelin og ZZ Top. Ifølge et interview med NME i sommeren 2007, har trashmetalbandet Slayer også har givet ham stor inspiration gennem karrieren.[kilde mangler]

## Kollaborationer
Homme komponerer, producerer og udgiver også musik i samarbejde med andre musikere, og har blandt andet arbejdet sammen med Iggy Pop, Dave Sardy, Arctic Monkeys, Lady Gaga og ikke mindst Jesse "the Devil" Hughes fra Eagles of Death Metal. Han har også været med til at starte det musikalske improvisations-kollektiv The Desert Sessions op.
Homme har komponeret og indspillet musik til en række film og computerspil, blandt andet Ud af Intet (In The Fade, 2017), musik-dokumentaren Sound City (2013), ungdomsfilmen The Dangerous Lives of Altar Boys (2002), samt Guitar Hero spil-serien og Red Dead Redemption 2 (2018), og så har han været producer for flere bands og artister. Sammen med Mark Lanegan, lavede Homme jinglen til Anthony Bourdains populære rejse- og mad-dokumentarserie Parts Unknown, og han var, sammen med den californiske del af Mojave ørkenen som han kommer fra, omdrejningspunktet i en episode af Bourdains serie No Reservations. Homme har desuden haft en del mindre roller i film og tv-serier.